# Célestin Gérard
Pour les articles homonymes, voir Gérard.
Alexandre Célestin Amand Gérard, dit Célestin Gérard (né le 13 février 1821 à Monthureux-le-Sec et mort le 18 octobre 1885 à Vierzon) est un inventeur et industriel français, pionnier du machinisme agricole.

## Biographie
- Fils d'agriculteurs, Célestin Gérard voit le jour en 1821 dans les Vosges. Il quitte la ferme paternelle pour faire son apprentissage de menuisier, puis il entreprend son tour de France.

À son retour dans les Vosges, il s'intéresse à la mécanique et se met à réparer des machines agricoles dans sa région et va réaliser sa première machine à battre, pour l'offrir à son père.
- 1848 : le 15 octobre, il ouvre à Vierzon un atelier face à la gare. Il va aller battre chez des fermiers à domicile et faire la démonstration de ses machines. Il est alors le premier entrepreneur de battage.
- 1853 : il obtient une médaille de bronze au comité agricole de Vierzon pour une batteuse à manège, des tarares et des coupe-racines.
- 1854 : il expose à Bourges sa première batteuse portative.
- 1861 : il construit sa première locomobile fixe pour remplacer le manège d’animaux, bœufs ou chevaux et faire fonctionner ses batteuses. De nombreux modèles sans cesse améliorés se succèderont.
- 1866 : il construit la première locomobile mobile.
- 1868 : il rachète à la famille Mac Nab le château de Fay.
- 1878 : il totalise 225 médailles d'or, 85 d'argent et de nombreux diplômes d’honneur.
- 1879 : Lucien Arbel reprend les ateliers de Vierzon et fonde la Société Française de Matériel Agricole (SFMA).
- 1889 : Elle devient la Société Française de Matériel Agricole et Industriel (SFMAI), puis, plus couramment, la Société française de Vierzon (SFV).
- 1885 : décès de Célestin Gérard le 18 octobre au château de Fay ; il sera inhumé au cimetière de Vierzon-Ville.

## Machinisme agricole
Le 15 octobre 1847, il crée la Société française de Vierzon (SFV). En 1879, sans successeur, il vend son usine à Lucien Arbel qui créera la SFMAI, elle-même revendue à Case en 1959.